# São João de Ver
São João de Ver é uma vila e freguesia portuguesa do município de Santa Maria da Feira, freguesia com 16,31 km² de área e 11.026 habitantes (censo de 2021), tendo, assim, uma densidade populacional de 676 hab./km².
A povoação de São João de Ver foi elevada à categoria de vila no dia 30 de Junho de 1989.
A freguesia de São João de Ver confina a norte com as freguesias de Santa Maria de Lamas, Lourosa (Santa Maria da Feira) e Fiães (Santa Maria da Feira); A sul com a união de freguesias de Santa Maria da Feira, Travanca, Sanfins e Espargo; a este com a de Rio Meão e a oeste com a União de freguesias de Caldas de São Jorge e Pigeiros. 
Nesta freguesia nasce o rio Lambo. 
Muitas vezes se ouviu falar desta terra devido à sua importante história que a liga com o ciclismo a nível nacional e internacional.[carece de fontes?]

## Demografia
A população registada nos censos foi:
| Distribuição da População por Grupos Etários | Distribuição da População por Grupos Etários | Distribuição da População por Grupos Etários | Distribuição da População por Grupos Etários | Distribuição da População por Grupos Etários |
| -------------------------------------------- | -------------------------------------------- | -------------------------------------------- | -------------------------------------------- | -------------------------------------------- |
| Ano                                          | 0-14 Anos                                    | 15-24 Anos                                   | 25-64 Anos                                   | > 65 Anos                                    |
| 2001                                         | 1685                                         | 1309                                         | 4995                                         | 827                                          |
| 2011                                         | 1864                                         | 1120                                         | 6362                                         | 1233                                         |
| 2021                                         | 1528                                         | 1207                                         | 6351                                         | 1940                                         |

## Património
- Casa da Torre também conhecida como Quinta da Torre
- Monumento ao Espírito Feirense
- Monumento aos ciclistas das Terras de Santa Maria
- Troço da estrada real Lisboa-Porto em Airas
- Igrejas de São João Baptista (antiga matriz) e de São João de Ver (matriz)
- Dois cruzeiros
- Capelas de Santo André, de Nossa Senhora da Hora, de São Bento e de Santa Rita
- Fontanário
- Casa do Paço
- Vestígios arqueológicos
- Nichos das Alminhas da Batalha

## Personalidades ilustres
- Conde de São João de Ver
- David Oliveira (Visconde da casa real de São João de ver)